# ISU Grand Prix w łyżwiarstwie figurowym 2017/2018
ISU Grand Prix w łyżwiarstwie figurowym 2017/2018 – 23. edycja zawodów w łyżwiarstwie figurowym. Zawodnicy podczas sezonu wystąpili w siedmiu zawodach cyklu rozgrywek. Rywalizacja rozpoczęła się w Moskwie 20 października, a zakończyła w japońskiej Nagoi finałem Grand Prix, który odbył się w dniach 7–10 grudnia 2017 roku.

## Kalendarium zawodów
| Lp. | Data                    | Miejsce     | Zawody                     | Źr. |
| --- | ----------------------- | ----------- | -------------------------- | --- |
| 1   | 20–22 października 2017 | Moskwa      | Rostelecom Cup             |     |
| 2   | 27–29 października 2017 | Regina      | Skate Canada International |     |
| 3   | 3–5 listopada 2017      | Pekin       | Cup of China               |     |
| 4   | 10–12 listopada 2017    | Osaka       | NHK Trophy                 |     |
| 5   | 17–19 listopada 2017    | Grenoble    | Internationaux de France   |     |
| 6   | 24–26 listopada 2017    | Lake Placid | Skate America              |     |
| 7   | 7–10 grudnia 2017       | Nagoja      | Finał Grand Prix           |     |

## Medaliści

### Soliści
| Zawody                     | 1. miejsce       | 2. miejsce   | 3. miejsce        | Źr.   |
| -------------------------- | ---------------- | ------------ | ----------------- | ----- |
| Rostelecom Cup             | Nathan Chen      | Yuzuru Hanyū | Michaił Kolada    | [ 1 ] |
| Skate Canada International | Shōma Uno        | Jason Brown  | Aleksandr Samarin | [ 2 ] |
| Cup of China               | Michaił Kolada   | Jin Boyang   | Max Aaron         | [ 3 ] |
| NHK Trophy                 | Siergiej Woronow | Adam Rippon  | Alexei Bychenko   | [ 4 ] |
| Internationaux de France   | Javier Fernández | Shōma Uno    | Misza Ge          | [ 5 ] |
| Skate America              | Nathan Chen      | Adam Rippon  | Siergiej Woronow  | [ 6 ] |
| Finał Grand Prix           | Nathan Chen      | Shōma Uno    | Michaił Kolada    | [ 7 ] |

### Solistki
| Zawody                     | 1. miejsce              | 2. miejsce       | 3. miejsce       | Źr.    |
| -------------------------- | ----------------------- | ---------------- | ---------------- | ------ |
| Rostelecom Cup             | Jewgienija Miedwiediewa | Carolina Kostner | Wakaba Higuchi   | [ 8 ]  |
| Skate Canada International | Kaetlyn Osmond          | Marija Sotskowa  | Ashley Wagner    | [ 9 ]  |
| Cup of China               | Alina Zagitowa          | Wakaba Higuchi   | Jelena Radionowa | [ 10 ] |
| NHK Trophy                 | Jewgienija Miedwiediewa | Carolina Kostner | Polina Curska    | [ 11 ] |
| Internationaux de France   | Alina Zagitowa          | Marija Sotskowa  | Kaetlyn Osmond   | [ 12 ] |
| Skate America              | Satoko Miyahara         | Kaori Sakamoto   | Bradie Tennell   | [ 13 ] |
| Finał Grand Prix           | Alina Zagitowa          | Kaetlyn Osmond   | Marija Sotskowa  | [ 14 ] |

### Pary sportowe
| Zawody                     | 1. miejsce                             | 2. miejsce                        | 3. miejsce                              | Źr.    |
| -------------------------- | -------------------------------------- | --------------------------------- | --------------------------------------- | ------ |
| Rostelecom Cup             | Jewgienija Tarasowa / Władimir Morozow | Ksienija Stołbowa / Fiodor Klimow | Kristina Astachowa / Aleksiej Rogonow   | [ 15 ] |
| Skate Canada International | Meagan Duhamel / Eric Radford          | Alona Sawczenko / Bruno Massot    | Vanessa James / Morgan Ciprès           | [ 16 ] |
| Cup of China               | Sui Wenjing / Han Cong                 | Yu Xiaoyu / Zhang Hao             | Kirsten Moore-Towers / Michael Marinaro | [ 17 ] |
| NHK Trophy                 | Sui Wenjing / Han Cong                 | Ksienija Stołbowa / Fiodor Klimow | Kristina Astachowa / Aleksiej Rogonow   | [ 18 ] |
| Internationaux de France   | Jewgienija Tarasowa / Władimir Morozow | Vanessa James / Morgan Ciprès     | Nicole Della Monica / Matteo Guarise    | [ 19 ] |
| Skate America              | Alona Sawczenko / Bruno Massot         | Yu Xiaoyu / Zhang Hao             | Meagan Duhamel / Eric Radford           | [ 20 ] |
| Finał Grand Prix           | Alona Sawczenko / Bruno Massot         | Sui Wenjing / Han Cong            | Meagan Duhamel / Eric Radford           | [ 21 ] |

### Pary taneczne
| Zawody                     | 1. miejsce                              | 2. miejsce                             | 3. miejsce                             | Źr.    |
| -------------------------- | --------------------------------------- | -------------------------------------- | -------------------------------------- | ------ |
| Rostelecom Cup             | Maia Shibutani / Alex Shibutani         | Jekatierina Bobrowa / Dmitrij Sołowjow | Aleksandra Stiepanowa / Iwan Bukin     | [ 22 ] |
| Skate Canada International | Tessa Virtue / Scott Moir               | Kaitlyn Weaver / Andrew Poje           | Madison Hubbell / Zachary Donohue      | [ 23 ] |
| Cup of China               | Gabriella Papadakis / Guillaume Cizeron | Madison Chock / Evan Bates             | Jekatierina Bobrowa / Dmitrij Sołowjow | [ 24 ] |
| NHK Trophy                 | Tessa Virtue / Scott Moir               | Madison Hubbell / Zachary Donohue      | Anna Cappellini / Luca Lanotte         | [ 25 ] |
| Internationaux de France   | Gabriella Papadakis / Guillaume Cizeron | Madison Chock / Evan Bates             | Aleksandra Stiepanowa / Iwan Bukin     | [ 26 ] |
| Skate America              | Maia Shibutani / Alex Shibutani         | Anna Cappellini / Luca Lanotte         | Wiktorija Sinicyna / Nikita Kacałapow  | [ 27 ] |
| Finał Grand Prix           | Gabriella Papadakis / Guillaume Cizeron | Tessa Virtue / Scott Moir              | Maia Shibutani / Alex Shibutani        | [ 28 ] |

## Klasyfikacje punktowe
| Miejsce w zawodach | Liczba punktów   | Liczba punktów              |
| Miejsce w zawodach | Soliści Solistki | Pary sportowe Pary taneczne |
| ------------------ | ---------------- | --------------------------- |
| 1.                 | 15               | 15                          |
| 2.                 | 13               | 13                          |
| 3.                 | 11               | 11                          |
| 4.                 | 9                | 9                           |
| 5.                 | 7                | 7                           |
| 6.                 | 5                | 5                           |
| 7.                 | 4                | —                           |
| 8.                 | 3                | —                           |

Awans do finału Grand Prix zdobywa 6 najlepszych zawodników/par w każdej z konkurencji.
Pomimo uzyskania kwalifikacji do finału Grand Prix, z zawodów finałowych wycofał się Chińczyk Jin Boyang i Rosjanka Jewgienija Miedwiediewa. Zostali zastąpieni przez zawodników zajmujących 7. miejsce w klasyfikacji punktowej: Amerykanina Jasona Browna i Japonkę Satoko Miyaharę.
| Poz.                                           | Zawodnik                                       | Punkty                                         |
| Miejsca 1–6: kwalifikacja do Finału Grand Prix | Miejsca 1–6: kwalifikacja do Finału Grand Prix | Miejsca 1–6: kwalifikacja do Finału Grand Prix |
| ---------------------------------------------- | ---------------------------------------------- | ---------------------------------------------- |
| 1                                              | Nathan Chen                                    | 30                                             |
| 2                                              | Shōma Uno                                      | 28                                             |
| 3                                              | Michaił Kolada                                 | 26                                             |
| 4                                              | Siergiej Woronow                               | 26                                             |
| 5                                              | Adam Rippon                                    | 26                                             |
| 6                                              | Jin Boyang                                     | 22                                             |
| Miejsca 7–9: rezerwa do Finału Grand Prix      |                                                |                                                |
| 7                                              | Jason Brown                                    | 22                                             |
| 8                                              | Javier Fernández                               | 20                                             |
| 9                                              | Misza Ge                                       | 20                                             |

| Poz.                                           | Zawodniczka                                    | Punkty                                         |
| Miejsca 1–6: kwalifikacja do Finału Grand Prix | Miejsca 1–6: kwalifikacja do Finału Grand Prix | Miejsca 1–6: kwalifikacja do Finału Grand Prix |
| ---------------------------------------------- | ---------------------------------------------- | ---------------------------------------------- |
| 1                                              | Jewgienija Miedwiediewa                        | 30                                             |
| 2                                              | Alina Zagitowa                                 | 30                                             |
| 3                                              | Kaetlyn Osmond                                 | 26                                             |
| 4                                              | Carolina Kostner                               | 26                                             |
| 5                                              | Marija Sotskowa                                | 26                                             |
| 6                                              | Wakaba Higuchi                                 | 24                                             |
| Miejsca 7–9: rezerwa do Finału Grand Prix      |                                                |                                                |
| 7                                              | Satoko Miyahara                                | 22                                             |
| 8                                              | Kaori Sakamoto                                 | 20                                             |
| 9                                              | Polina Curska                                  | 20                                             |

| Poz.                                           | Zawodnicy                                      | Punkty                                         |
| Miejsca 1–6: kwalifikacja do Finału Grand Prix | Miejsca 1–6: kwalifikacja do Finału Grand Prix | Miejsca 1–6: kwalifikacja do Finału Grand Prix |
| ---------------------------------------------- | ---------------------------------------------- | ---------------------------------------------- |
| 1                                              | Sui Wenjing / Han Cong                         | 30                                             |
| 2                                              | Jewgienija Tarasowa / Władimir Morozow         | 30                                             |
| 3                                              | Alona Sawczenko / Bruno Massot                 | 28                                             |
| 4                                              | Meagan Duhamel / Eric Radford                  | 26                                             |
| 5                                              | Ksienija Stołbowa / Fiodor Klimow              | 26                                             |
| 6                                              | Yu Xiaoyu / Zhang Hao                          | 26                                             |
| Miejsca 7–9: rezerwa do Finału Grand Prix      |                                                |                                                |
| 7                                              | Vanessa James / Morgan Ciprès                  | 24                                             |
| 8                                              | Kristina Astachowa / Aleksiej Rogonow          | 22                                             |
| 9                                              | Nicole Della Monica / Matteo Guarise           | 20                                             |

| Poz.                                           | Zawodnicy                                      | Punkty                                         |
| Miejsca 1–6: kwalifikacja do Finału Grand Prix | Miejsca 1–6: kwalifikacja do Finału Grand Prix | Miejsca 1–6: kwalifikacja do Finału Grand Prix |
| ---------------------------------------------- | ---------------------------------------------- | ---------------------------------------------- |
| 1                                              | Gabriella Papadakis / Guillaume Cizeron        | 30                                             |
| 2                                              | Tessa Virtue / Scott Moir                      | 30                                             |
| 3                                              | Maia Shibutani / Alex Shibutani                | 30                                             |
| 4                                              | Madison Chock / Evan Bates                     | 26                                             |
| 5                                              | Madison Hubbell / Zachary Donohue              | 24                                             |
| 6                                              | Anna Cappellini / Luca Lanotte                 | 24                                             |
| Miejsca 7–9: rezerwa do Finału Grand Prix      |                                                |                                                |
| 7                                              | Jekatierina Bobrowa / Dmitrij Sołowjow         | 24                                             |
| 8                                              | Kaitlyn Weaver / Andrew Poje                   | 22                                             |
| 9                                              | Aleksandra Stiepanowa / Iwan Bukin             | 22                                             |